# Born to Be
Born to Be es el octavo EP del grupo femenino surcoreano Itzy, que fue lanzado el 8 de enero de 2024 por JYP Entertainment y distribuido por Republic Records y Dreamus. El álbum contiene diez canciones, incluyendo el sencillo principal titulado «Untouchable», además de cinco pistas interpretadas por las miembros del grupo en solitario, cuyos videos musicales fueron publicados previamente al lanzamiento del álbum.
El álbum fue promocionado por el grupo como un cuarteto debido a la pausa de Lia por problemas de salud. Para promocionar el álbum, el grupo se embarcó en su segunda gira mundial, Born to Be World Tour.

## Antecedentes y lanzamiento

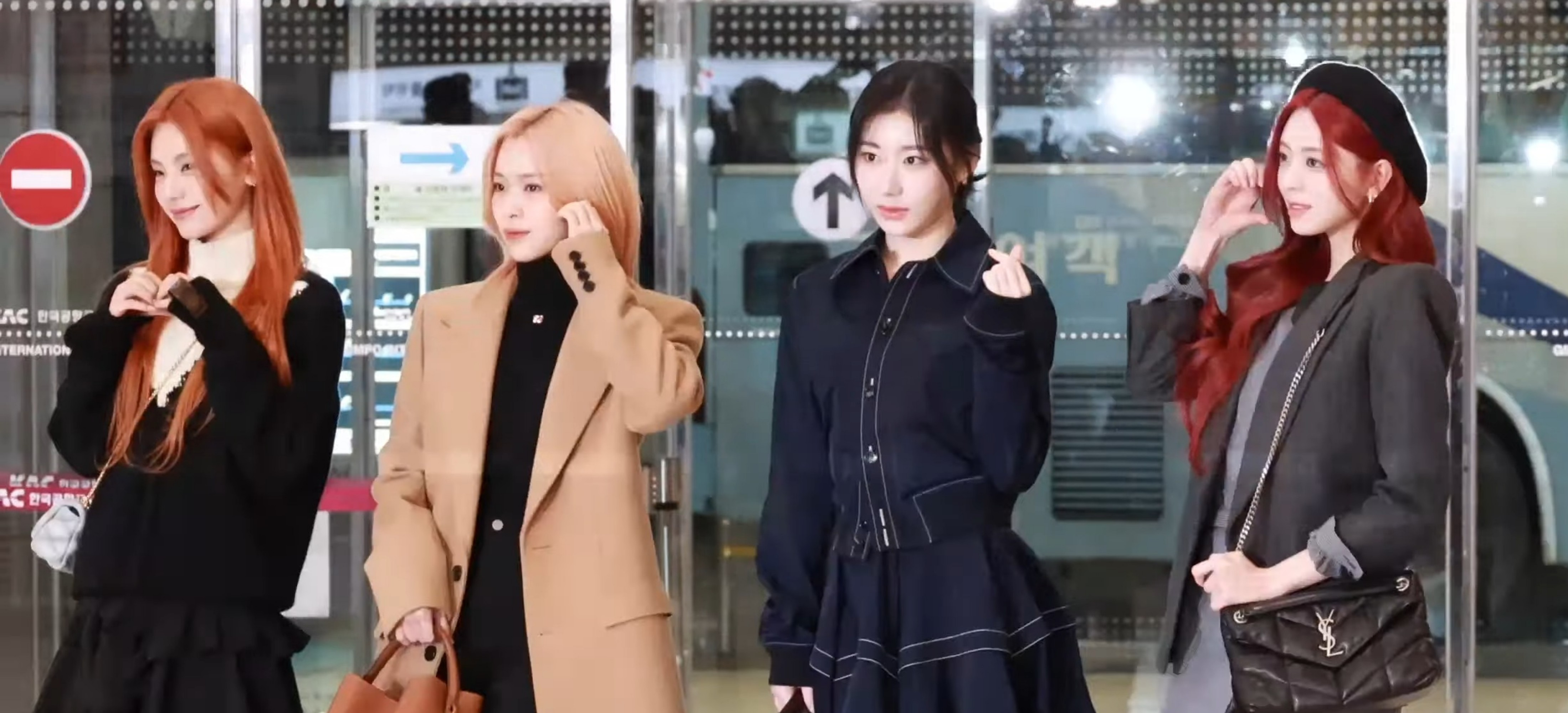
Itzy en 2023, sin Lía debido a su hiatus.

El 31 de julio de 2023, Itzy lanzó su séptimo EP Kill My Doubt, que exploraba temas sobre la superación de la adversidad y la duda y que contenía elementos del pop. Tras el lanzamiento del álbum, Lia anunció que se tomaría un descanso para centrarse en su salud mental a partir del 18 de septiembre, después de haber experimentado «niveles extremos de ansiedad». En medio de la pausa de Lia, el 17 de noviembre, JYP Entertainment anunció que ella optó por no participar en la producción y promoción del próximo lanzamiento del grupo en enero de 2024, reiterando que su recuperación es una prioridad. No obstante, Lia grabó «Blossom» por adelantado para el álbum y se confirmó que la canción estaría incluida en la lista de canciones del lanzamiento. «Blossom» fue lanzada el mismo día del anuncio y estuvo acompañada de un vídeo con la letra de la canción.
El 4 de diciembre de 2023, el octavo trabajo musical del quinteto, Born to Be, se anunció formalmente a través de un vídeo de adelanto, y la lista de canciones del EP se reveló simultáneamente. Con la fecha de lanzamiento fijada para el 8 de enero de 2024, el EP estaría encabezado por el sencillo «Untouchable», que se lanzaría junto con su lanzamiento.
Antes del lanzamiento del EP, se publicaron temas en solitario interpretados por las miembros del quinteto. El primero, «Blossom», la canción solista de Lia, fue lanzada como sencillo promocional antes del anuncio del lanzamiento, luego de la extensión de su pausa, con un vídeo con letra que lo acompaña como regalo para los fanáticos. El segundo, «Crown on My Head» de Yeji, siguió el 20 de diciembre. «Run Away» de Ryujin siguió como tercer tema en solitario el 22 de diciembre. «Mine» de Chaeryeong se lanzó como cuarto tema el 25 de diciembre. La última canción en solitario, «Yet, But» de Yuna, se lanzó el 27 de diciembre. 
Las fotos conceptuales del sencillo previo al lanzamiento de Born to Be, fueron lanzadas del 11 al 15 de diciembre de 2023.

## Lista de canciones
| CD / Descarga digital |                                   |                                              |                                                                                                |                                           |          |  |
| N.º                   | Título                            | Letras                                       | Música                                                                                         | Arreglo                                   | Duración |  |
| 1.                    | «Born to Be»                      | Noday                                        | Arineh Karimi, Gusten Dahlqvist                                                                | Gusten Dahlqvist                          | 2:58     |  |
| 2.                    | «Untouchable»                     | Bang Hye-hyeon, Lee Seu-ran                  | Maria Marcus, Zarah Christenson, Toblas Näslund                                                | Toblas Näslund                            | 3:14     |  |
| 3.                    | «Mr. Vampire»                     | Seo Ji-yun                                   | Kobee (Melange/InHouse), Holy M (Melange/InHouse), Ezit (InHouse), Noémie Legrand, Sofia Quinn | Melange (InHouse), Ezit (InHouse)         | 2:50     |  |
| 4.                    | «Dynamite»                        | Noday                                        | Kobee (Melange/InHouse), Holy M (Melange/InHouse), Voll (InHouse), Noémie Legrand, Sofia Quinn | Melange (InHouse), Ezit (InHouse)         | 2:49     |  |
| 5.                    | «Crown on My Head» (solo de Yeji) | Yeji, Friday (Galactika), Jvde (Galactika)   | War of Stars (Galactika), Yeji, Pablo (Galactika), Woobin                                      | Team Galactika                            | 3:12     |  |
| 6.                    | «Blossom» (solo de Lia)           | Lia, Sim Eun-ji                              | Lia, Sim Eun-ji                                                                                | Sim Eun-ji                                | 3:14     |  |
| 7.                    | «Run Away» (solo de Ryujin)       | Ryujin, Friday (Galactika), Jvde (Galactika) | War of Stars (Galactika), Pablo (Galactika), Ryujin, Woobin                                    | Team Galactika                            | 3:36     |  |
| 8.                    | «Mine» (solo de Chaeryeong)       | Chaeryeong, Selah                            | Chaeryeong, Lee Woo-bin "collapsedone", Justin Reinstein, Anna Timgren                         | Lee Woo-bin "collapsedone"                | 2:48     |  |
| 9.                    | «Yet, But» (solo de Yuna)         | Yuna, Saint                                  | Yuna, Lee "collapsedone", Machi (MRCH)                                                         | Lee Woo-bin "collapsedone"                | 3:25     |  |
| 10.                   | «Escalator»                       | Lee Tor-eu                                   | G'harah PK' Degeddingseze, Tricia Battani                                                      | G'harah PK' Degeddingseze, Tricia Battani | 3:20     |  |
| 31:30                 |                                   |                                              |                                                                                                |                                           |          |  |

## Posicionamiento en listas
| Lista (2024)           | Mejor posición |
| ---------------------- | -------------- |
| Corea del Sur (Circle) | 1              |

## Historial de lanzamiento
| País   | Fecha              | Formato                         | Discográfica                                 | Ref.   |
| ------ | ------------------ | ------------------------------- | -------------------------------------------- | ------ |
| Varios | 8 de enero de 2024 | CD, descarga digital, streaming | JYP Entertainment, Dreamus, Republic Records | [ 12 ] |